# 北海道道119号遠別中川線

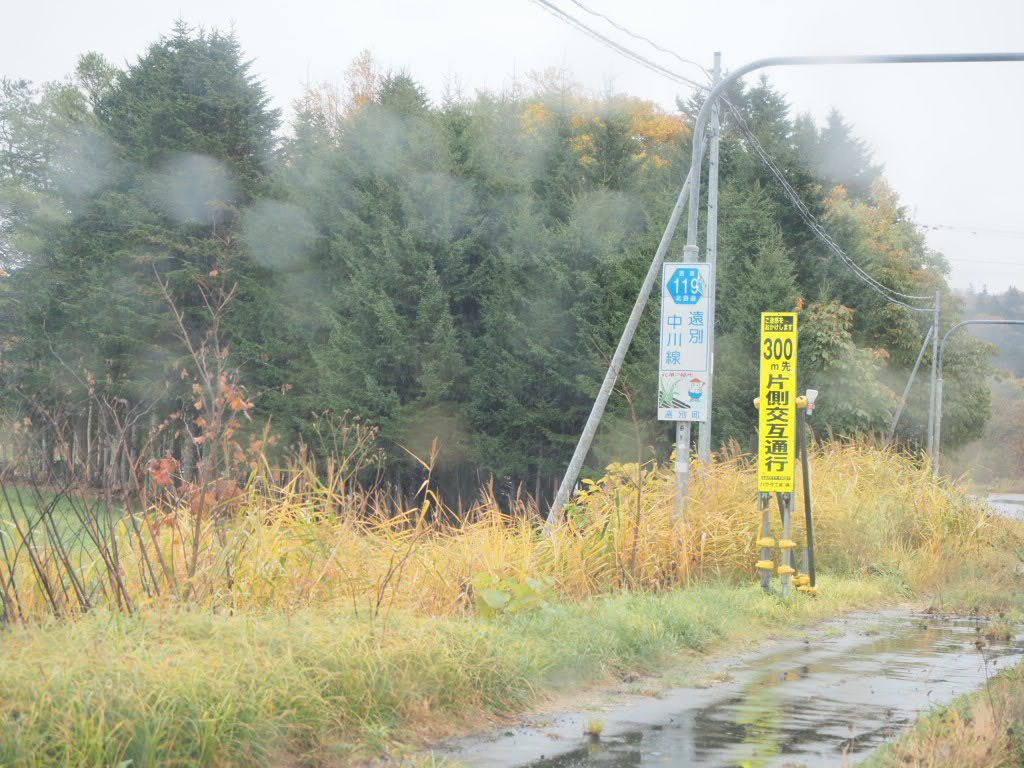
道道119号線標識

北海道道119号遠別中川線（ほっかいどうどう119ごう えんべつなかがわせん）は、北海道天塩郡遠別町と中川郡中川町を結ぶ道道（主要地方道）である。

## 概要

### 路線データ
- 起点：北海道天塩郡遠別町字啓明（国道232号交点）
- 終点：北海道中川郡中川町字安川（北海道道118号美深中川線交点）
- 総延長：22.483 km
- 実延長：22.461 km
- 重用延長：0.022 km

### 道路管理者
- 留萌振興局 留萌建設管理部 遠別出張所
- 上川総合振興局 旭川建設管理部 美深出張所

## 歴史
- 1982年（昭和57年）9月30日 - 1016号として路線認定[1]。
- 1993年（平成5年）5月11日 - 建設省から、道道遠別中川線が遠別中川線として主要地方道に指定される[2]。
- 1994年（平成6年）10月1日 - 路線番号を119号に変更[3]。

この路線は、614号清川中川線（1968年〈昭和43年〉3月30日認定）を同日に廃止し新たに認定された路線である。

## 路線状況

### 重複区間
- 北海道道256号豊富遠別線（遠別町字清川）

### 道路施設

#### 主なトンネル
- 清川トンネル (60 m)
- 平成トンネル (118.5 m)
- 咲花トンネル (1,028.3 m)

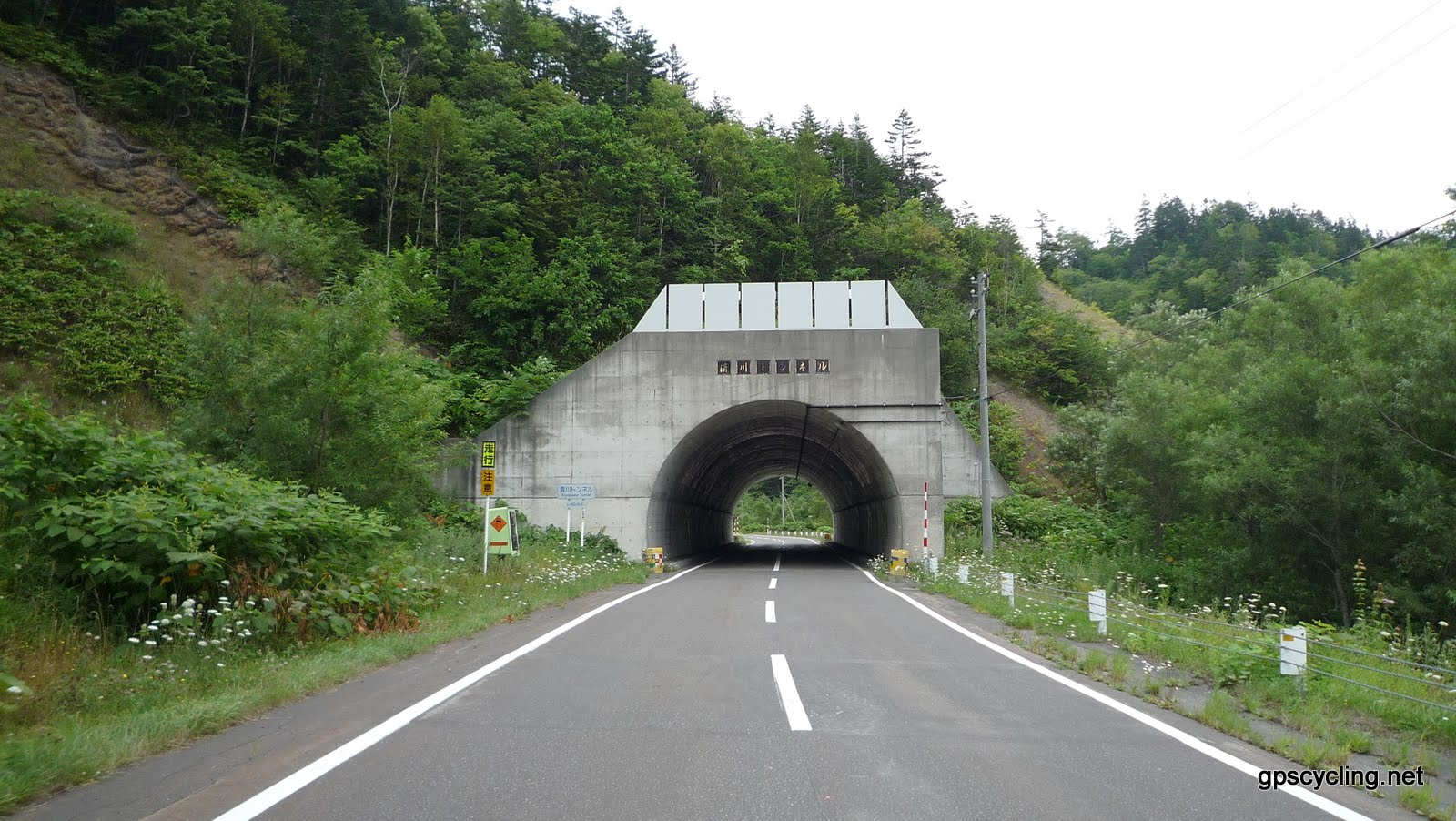
清川トンネル（2008年8月）
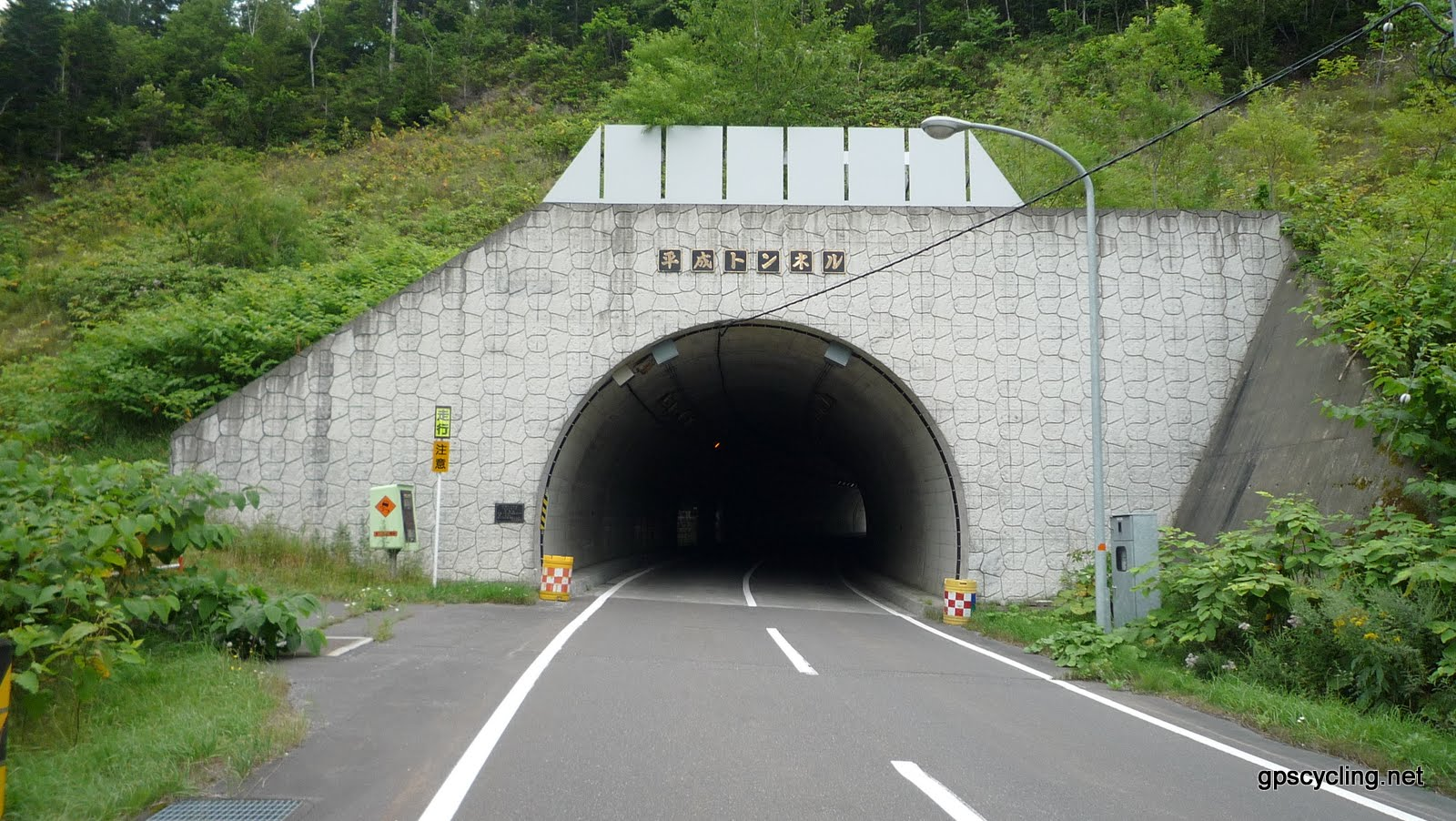
平成トンネル（2008年8月）
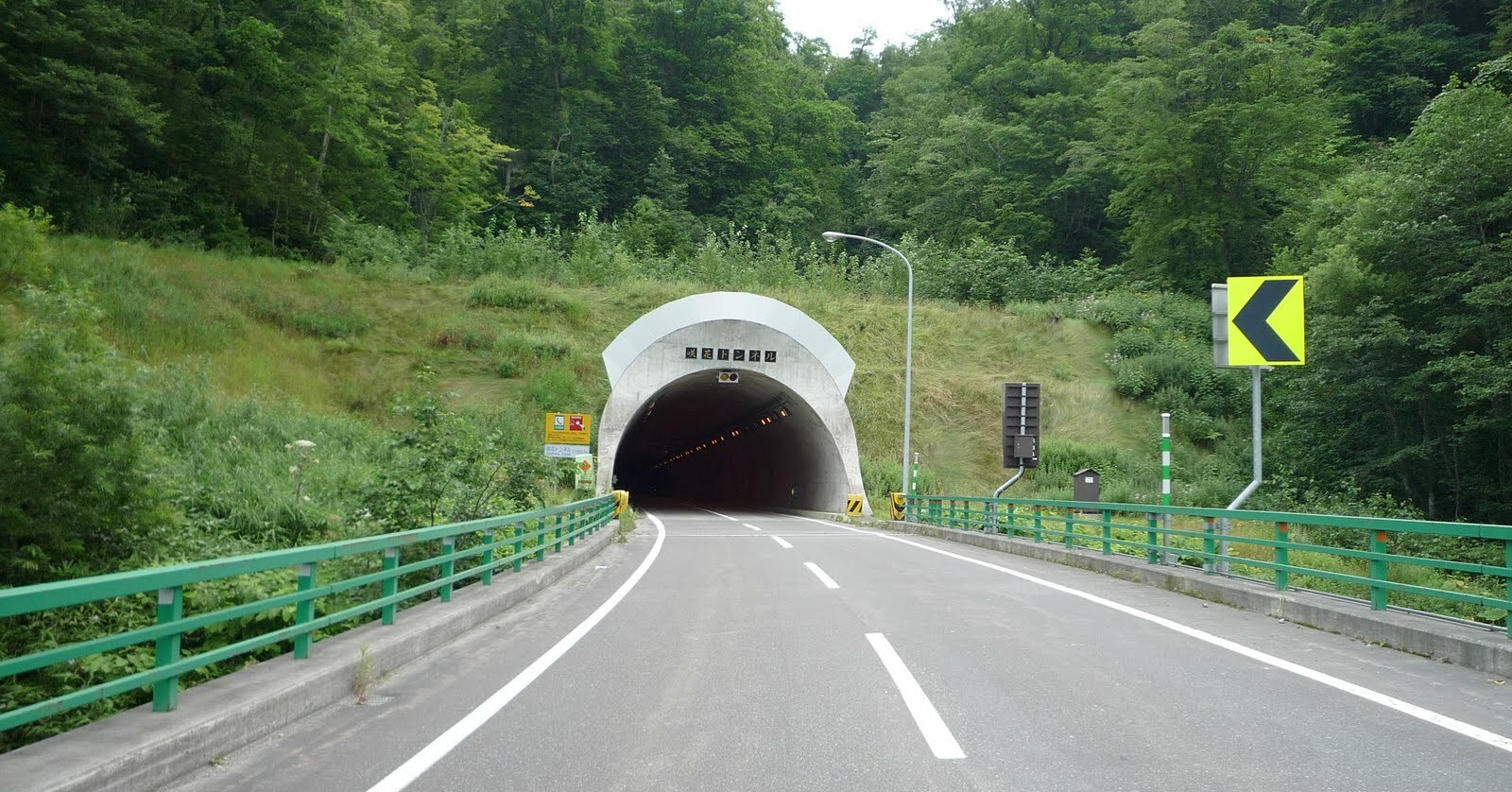
咲花トンネル（2008年8月）

#### 主な橋梁
- 宮下橋（69 m、ウツツ川、遠別町字啓明）

## 地理

### 通過する自治体
- 留萌振興局
  - 天塩郡遠別町
- 上川総合振興局
  - 中川郡中川町

### 交差する道路
遠別町
- 国道232号 - 字啓明（起点）
- 北海道道256号豊富遠別線 - 字清川（重複）

中川町
- 北海道道118号美深中川線 - 字安川（終点）

### 沿線にある施設など
中川町
- 中川町エコミュージアムセンター

### 主な峠
- 咲花峠

遠別中川の町境付近は、以前は未舗装区間であり、北海道道256号豊富遠別線との分岐点からの区間が長期間災害による土砂崩れで通行止めとなっていた。2002年（平成14年）3月に「咲花（さきはな）トンネル」（延長1,001 m）が開通、供用開始され、現在は全区間舗装済みとなっている。そのため冬季の通行が可能になった。